# Władysławów Bielawski
Władysławów Bielawski est une localité polonaise de la gmina de Głowno, située dans le powiat de Zgierz en voïvodie de Łódź.

## Démographie
Selon le recensement de 2021, la population du village est de 70 personnes. 